# Moderne Kunst (kunstenaarsvereniging uit Antwerpen)
Moderne Kunst was een Belgische kunstenaarsvereniging uit het interbellum, formeel gesticht in april 1927 te Antwerpen. Hiervoor bestond er al een informele discussie group die zich "Moderne Kunst" noemde, waartoe onder meer Paul Joostens en Edmond Van Dooren behoorden. In de literatuur werd dit de tweede generatie van de kring "Moderne Kunst" genoemd.

## Historiek
"Moderne Kunst" werd gesticht in Antwerpen in april 1927 en wilde jonge Antwerpse kunstenaars groeperen zonder onderscheid van richting, school of esthetische overtuiging. De bedoeling was hun werk te exposeren, onder andere door een jaarlijkse tentoonstelling in de Stadsfeestzaal in Antwerpen.
De eerste tentoonstelling ging door eind 1927 onder de titel "De Vlaamse Kunstkring" in de Gemeentelijke Feestzaal van Borgerhout.
In 1928 was er een tentoonstelling in het museum in Sint-Niklaas ook onder de titel "De Vlaamse Kunstkring". In december 1928 uiteindelijk voor de eerste keer in de Antwerpse Stadsfeestzaal onder de titel "Moderne Kunst'. In 1929 volgde een reeks tentoonstellingen van leden van "Moderne Kunst" in de Galerie "Het Moleken" in Gent. In 1930 was er een groeptentoonstelling in het Paleis voor Schone Kunsten in Brussel.
De kring vond na enige tijd de gekende Antwerpse mecenas Pol Verswijver als voorzitter. Na 1936 viel de kring uit elkaar en werd een nieuwe kunstkring opgericht onder de naam Kunstkring 't Getij waarin de meesten van deze kring verder gaan.

## Leden
- Voorzitter : Leopold (Pol) Verswyver
- Afgevaardigd-secretaris : Ernest Albert
- Leden : Ernest Albert, Gerard Baksteen, Leo Bervoets, Jan Cockx, Albéric Collin, Karel De Posson, Emile Féront, Paul Joostens, Frank Mortelmans, Albert Poels, Pieter Rottie, Edmond Van Dooren, Albert Van Dyck, Frans Van Giel, Henri Van Straten, Alfons Francken en Oscar Verpoorten.

## Tentoonstellingen
- 1927, BORGERHOUT, Gemeente feestzaal, De Vlaamse Kunstkring (3-18/12)
- 1928, SINT-NIKLAAS, Stedelijk Museum, De Vlaamse Kunstkring (5-16/4)
- 1928, ANTWERPEN, Stedelijke Feestzaal, Moderne Kunst (15-31/12)
- 1929, GENT, Galerie ’t Moleken, Moderne Kunst (15/2-28/3)
- 1930, BRUSSEL, Palais des Beaux-Arts, Moderne Kunst (11-22/1)
- 1931, ANTWERPEN, Stedelijke feestzaal, Moderne Kunst (23/1-8/2)
- 1932, ANTWERPEN, Stedelijke feestzaal, Moderne Kunst
- 1933, ANTWERPEN, Stadsfeestzaal, Moderne Kunst (18/2- 6/3)
- 1933, TILBURG (NL), Zaal Unique, Moderne Kunst (15/4-6/5)
- 1933, GENT, Feestzaal, Citadelpark, 45e Salon – Moderne Kunst [Driejaarlijksch Salon] (12/8-8/10)
- 1934, ANTWERPEN, Stedelijke feestzaal, Moderne Kunst (10-26/2)
- 1934, KNOKKE, Casino, Moderne Kunst (4-13/8)
- 1935, BERCHEM, Kring Beeldende Kunst Berchem, Moderne Kunst
- 1935, ANTWERPEN, Stedelijke feestzaal, Moderne Kunst (12-26/2)
- 1935, ANTWERPEN, Museum Plantin-Moretus, Moderne Kunst (16-24/3)
- 1985, ANTWERPEN, Galerij Brabo, Tentoonstelling Moderne Kunst 1927-1940, Hulde aan Pol Verswijver (4/12/1985 – 24/1/1986)